# 카토 레나
카토 레나(일본어: 加藤 玲奈, 1997년 7월 10일 - )는 일본 여성 아이돌 그룹 전 AKB48 팀A의 멤버이다. 지바 현 출신이다.

## 내력
2010년
- 2010년 3월 31일 열린 AKB48 10기생 오디션에 합격, 같은 해 6월에 심사를 통과해 연습생이 되었다.

2012년
- 2012년 3월 24일 콘서트 《업무연락.부탁한다,카타야마 부장! in 사이타마 슈퍼 아레나》 2일째에 팀4의 정규 멤버로 승격했다.
- 2012년 5월 23일에는 처음으로 싱글 마나쓰노 Sounds Good!의 선발 멤버로 발탁되었다.
- 2012년 8월 24일 도쿄 돔 콘서트 《AKB48 in TOKYO DOME ~ 1830m의 꿈 ~》 첫 날, 팀B로 이동하는 것이 발표되었다[1].

2014년
- 2월 24일, Zepp DiverCity에서 개최된 《AKB48 그룹 대조각 축제》에서, 팀4로 이동하는 것이 발표되었다[2].
- 5월부터 6월에 걸쳐 실시된 《AKB48 37th 싱글 선발 총선거》에서는 32위로, 언더 걸즈에 선출되었다[3].

2015년
- 3월 26일, 사이타마 슈퍼 아레나에서 개최된 《AKB48 봄의 단독 콘서트 ~차기 총감독 아직 수행중~》에서, 팀B로 이동하는 것이 발표되었다.
- 5월부터 6월에 걸쳐 실시된 《AKB48 41st 싱글 선발 총선거》에서는 28위로, 언더 걸즈에 선출되었다[4].

2016년
- 5월 31일부터 6월 18일까지 투표가 실시된 《AKB48 45th 싱글 선발 총선거》에서 26위를 차지, 언더 걸즈에 선출되었다[5].

2017년
- 5월부터 6월에 걸쳐 실시된 《AKB48 49th 싱글 선발 총선거》에서는 21위로, 언더 걸즈에 선출되었다[6].
- 9월 5일부터 무카이치 미온와 함께 AKS에서 프로덕션 오기의 계열사인 Mama & Son으로 이적하였다.

2022년
- 2월 20일, AKB48를 졸업.

## 출연

### 영화
- 극장판 사립 바카레아 고교 (2012년 10월 13일) - 유카 역
- 두 번째 여름, 다시 만날 수 없는 너 (2017년 9월 1일) - 칸노 에이코 역

### 텔레비전 드라마
- 마지스카 학원 2 (2011년 4월 15일 ~ 7월 1일, 닛폰 TV) - 레나 역
- 마지스카 학원 3 (2012년 7 월 21일 - 10월 6일, 닛폰 TV) - 숏가쿠 역
- 마지스카 학원 4 (2015년 1월 20일~ 3월 31일, 닛폰 TV) - 도도부스 역
- 마지스카 학원 5 (2015년 8월 24일~ , 닛폰 TV) - 도도부스 역
- 극장령으로부터의 초대장 (2015년 10월 27일, TBS) - 야시로 료카 역
- AKB 호러나이트 아드레날린의 밤 (2015년 12월 24일, TV 아사히) - 주연 쇼코 역
- 카바스카 학원 (2016년 10월 30일 ~ 2017년 1월 25일, NTV) - 메기/도도부스 역
- 두부 프로레슬링 (2017년 1월 22일 ~ 7월 2일, TV 아사히) - 카토 레나 / 큐티 레낫치 역

### TV 프로그램
- 아리요시 AKB 공화국 (부정기 출연, TBS)
- AKBINGO! (부정기 출연, 닛폰 TV)
- AKB48 SHOW! (부정기 출연, BS 프리미엄)